# Osmia raritatis
Osmia raritatis là một loài Hymenoptera trong họ Megachilidae. Loài này được Michener mô tả khoa học năm 1957.